# Episodi di Vikings (terza stagione)
La terza stagione della serie televisiva Vikings, composta da dieci episodi, è stata trasmessa sul canale canadese History dal 19 febbraio al 23 aprile 2015.
In Italia, la stagione è stata pubblicata sulla piattaforma on demand TIMvision il 19 giugno 2015. Gli episodi sono stati inoltre trasmessi in chiaro dal 25 gennaio al 22 febbraio 2016 su Rai 4. I titoli italiani sono stati aggiunti quando la stagione è stata pubblicata da Netflix.
Il cast principale di questa stagione è formato da Travis Fimmel, Katheryn Winnick, Clive Standen, Jessalyn Gilsig, Gustaf Skarsgård, George Blagden, Alexander Ludwig, Alyssa Sutherland, Ben Robson, Linus Roache, Kevin Durand, Lothaire Bluteau.
| nº | Titolo originale | Titolo italiano          | Prima TV Canada  | Pubblicazione Italia |
| -- | ---------------- | ------------------------ | ---------------- | -------------------- |
| 1  | Mercenary        | Mercenario               | 19 febbraio 2015 | 19 giugno 2015       |
| 2  | The Wanderer     | Il viandante             | 26 febbraio 2015 | 19 giugno 2015       |
| 3  | Warrior's Fate   | Il destino del guerriero | 5 marzo 2015     | 19 giugno 2015       |
| 4  | Scarred          | Segnato                  | 12 marzo 2015    | 19 giugno 2015       |
| 5  | The Usurper      | L'usurpatore             | 19 marzo 2015    | 19 giugno 2015       |
| 6  | Born Again       | Rinato                   | 26 marzo 2015    | 19 giugno 2015       |
| 7  | Paris            | Parigi                   | 2 aprile 2015    | 19 giugno 2015       |
| 8  | To the Gates!    | Alle porte!              | 9 aprile 2015    | 19 giugno 2015       |
| 9  | Breaking Point   | Punto di rottura         | 16 aprile 2015   | 19 giugno 2015       |
| 10 | The Dead         | I morti                  | 23 aprile 2015   | 19 giugno 2015       |

## Mercenario
- Titolo originale: Mercenary
- Diretto da: Ken Girotti
- Scritto da: Michael Hirst

### Trama
Un vaticinio dell'Indovino predice il futuro di Lagertha: nessun figlio, un raccolto celebrato nel sangue, l'arma dell'ingannatore abbattersi su di lei e una città fatta di marmo circondata da un oceano in fiamme. Dopo aver ascoltato l'uomo, la donna torna a Hedeby per prepararsi alla nuova spedizione nel regno del Wessex. Lagertha chiede a Kalf di accompagnarla, ma il suo consigliere le dice che preferirebbe rimanere a Hedeby, in modo da amministrare lo jarldom e i suoi interessi. A Kattegat, Þorunn è decisa ad accompagnare Bjorn nel Wessex, sebbene il ragazzo preferirebbe che rimanesse al sicuro a casa. Floki, diventato padre, è combattuto dal senso di responsabilità che ciò comporta e desidera ritornare nel Wessex. Ragnar, Lagertha e i loro uomini giungono alla corte di re Ecbert, dove si uniscono alla principessa Kwenthrith. Ragnar chiede che fine abbiano fatto gli uomini che erano rimasti nel Wessex come mercenari. La principessa Kwenthrith gli spiega che purtroppo sono stati sopraffatti dagli eserciti di suo fratello Burgred e di suo zio Brithwulf. Re Ecbert, dunque, chiede che Ragnar e i suoi uomini aiutino la principessa a riconquistare la Mercia; in cambio egli offrirà loro delle terre dove potranno stabilirsi. Ragnar e i suoi uomini accettano, mentre Lagertha preferisce procedere con la colonizzazione delle nuove terre. Re Ecbert chiede anche che Athelstan rimanga come traduttore e Ragnar dà il suo assenso. Durante i preparativi per le partenze, Athelstan è oggetto di particolare interesse della principessa Judith di Northumbria, figlia di re Aelle e ora moglie del principe Aethelwulf del Wessex. I vichinghi si dividono in due gruppi: il primo, guidato da Ragnar, Aethelwulf e la principessa Kwenthrith, si imbarca per attaccare il regno di Mercia, mentre il secondo, guidato da Lagertha, Athelstan e re Ecbert, parte per le terre promesse. Durante il viaggio, Ecbert mostra interesse per Lagertha, dicendole di non aver mai incontrato una donna come lei. Ragnar e i suoi uomini raggiungono le truppe dello zio e del fratello di Kwenthrith. I due eserciti nemici sono schierati sulle due sponde di un fiume e, non essendoci guadi o ponti, Ragnar decide di concentrare le sue forze su un gruppo alla volta e decide di attaccare per primo quello guidato da re Brithwulf. Sotto una pioggia di frecce, Ragnar e i suoi uomini riescono a sbarcare e si scontrano contro le forze nemiche, sconfiggendole e uccidendo lo zio della principessa Kwenthrith.
- Guest star: Amy Bailey (Principessa Kwenthrith), Moe Dunford (Principe Aethelwulf), Maude Hirst (Helga), Gaia Weiss (Þorunn), Jefferson Hall (Torstein), Jennie Jacques (Principessa Judith), John Kavanagh (Indovino).
- Altri interpreti: Steve Wall (Einar), Cathál Ó'Hallin (Hvitserk), Cormac Melia (Ubbe), Philip O'Sullivan (Vescovo Edmund), Ian Beattie (Re Brihtwulf), Aaron Monaghan (Burgred), Lochlann Ó Mearáin (Nobile merciano 1), Conor Ryan (Nobile merciano 2).
- Ascolti USA: telespettatori 2 802 000[2]

## Il viandante
- Titolo originale: The Wanderer
- Diretto da: Ken Girotti
- Scritto da: Michael Hirst

### Trama
Dopo aver sconfitto i merciani, Ragnar chiede alla principessa Kwenthrith perché odiasse così tanto suo fratello maggiore Kanelm e suo zio Brihtwulf. La donna gli confessa che entrambi iniziarono ad abusare di lei fin da quando era piccola e che la loro morte è finalmente un sollievo per lei. Dopo essersi complimentato con Þorunn per aver combattuto bene nonostante si sia presa troppi rischi, Bjorn le propone di sposarlo. Nel frattempo, Lagertha chiede a Ecbert da chi sia gestita la terra che lui le ha ceduto e se gli originari proprietari di quelle terre non saranno loro ostili. Il re le risponde che le terre sono abitate da contadini sassoni e che lui si farà garante della sicurezza dei vichinghi. Lagertha lo ringrazia e gli dice che il sogno di Ragnar di avere delle terre fertili da coltivare ora è anche il suo. Ecbert inizia a provare sempre più interesse per la donna e le chiede di passare qualche giorno a corte. La flotta di Ragnar, decorata con le teste dei soldati di Brithwulf, appare dalla foschia e sbarca sulla sponda opposta del fiume, dove si trova l'accampamento dell'esercito di Burgred, il fratello minore di Kwenthrith. Sebbene quest'ultima cerchi di rassicurarlo, Burgred fugge insieme ai suoi consiglieri. Ragnar manda dunque il principe Aethelwulf a cercarlo. A Hedeby, Kalf approfitta dell'assenza di Lagertha per istigare la popolazione del villaggio contro di lei e farsi nominare jarl, con l'appoggio di Einar. Alla reggia di Ecbert, quest'ultimo, Lagertha, Athelstan e la principessa Judith discutono di religione a tavola. Ecbert regala una collana a Lagertha, mentre Judith confessa i suoi desideri carnali ad Athelstan, il quale apprende di essere l'oggetto di tali pensieri. A Kattegat, Aslaug, Helga e Siggy fanno gli stessi sogni: un uomo dal volto sconosciuto avanza nella neve con le mani ferite che grondano sangue bollente, mentre l'Indovino giace ferito nella sua capanna. I sogni si ripetono più volte, cosa che inquieta le donne. Nell'accampamento di Ragnar, il braccio ferito di Torstein si è infettato e l'uomo chiede che gli venga amputato. A Kattegat, l'uomo del sogno si presenta a Helga, le mostra le mani insanguinate e le chiede soccorso. Nel frattempo, in una delle fattorie cedute da Ecbert, Athelstan si presenta a Lagertha con le stigmate.
- Guest star: Amy Bailey (Principessa Kwenthrith), Moe Dunford (Principe Aethelwulf), Maude Hirst (Helga), Gaia Weiss (Þorunn), Jefferson Hall (Torstein), Jennie Jacques (Principessa Judith), John Kavanagh (Indovino).
- Altri interpreti: Aaron Monaghan (Burgred), Lochlann Ó Mearáin (Nobile merciano 1), Conor Ryan (Nobile merciano 2), Philip O'Sullivan (Vescovo Edmund), Matthew O'Brien (Sassone 1), Ciarán McGlynn (Sassone 2), Lenny Hayden (Vichingo 1), Nigel O'Neill (Vichingo 2), Cathál Ó'Hallin (Hvitserk), Cormac Melia (Ubbe), Steve Wall (Einar), Laurence Falconer (Cavaliere).
- Ascolti USA: telespettatori 2 409 000[3]

## Il destino del guerriero
- Titolo originale: Warrior's Fate
- Diretto da: Jeff Woolnough
- Scritto da: Michael Hirst

### Trama
A Kattegat, Helga porta l'uomo del sogno nella casa di Aslaug e costui si presenta come Harbard, vagabondo che in cambio di ospitalità racconta storie e leggende. Aslaug cura le sue ferite e, insieme a Helga, rimane visibilmente colpita dall'uomo. Siggy, invece, è molto sospettosa. Nel Wessex, re Ecbert ha un diverbio con i suoi nobili, che non sono affatto contenti di tutta la disponibilità e fiducia che il re concede ai vichinghi pagani. Nel frattempo, Ragnar deve ascoltare le proteste di Floki, il quale non è felice di dover combattere per i cristiani. Torstein chiede a Rollo di portarlo con sé in battaglia e di dargli la possibilità di morire da uomo. Re Ecbert fa visita al villaggio vichingo portando in dono un aratro per migliorare il lavoro nei campi: Lagertha è colpita da questo nuovo strumento e ringrazia Ecbert. Ragnar e i suoi uomini giungono nelle vicinanze dell'accampamento di Burgred, sulla sommità della collina indicata da Aethelwulf, e Torstein si offre volontario per andare in ricognizione. Quando i soldati merciani lo vedono, lo colpiscono con diverse frecce e lo uccidono, ma poi vengono attaccati da Ragnar e gli altri. La battaglia è violentissima e Þorunn rimane gravemente ferita. Sconfitti i soldati della prima linea, Ragnar si trova davanti al resto dell'esercito di Burgred, disposto in attesa al centro di un'insenatura. I Merciani sono confidenti, mentre i vichinghi paiono già sfiancati e decimati e, per un attimo, Ragnar dubita del buon esito della battaglia. Nel frattempo, però, in cima a quest'ultima si sono posizionati gli arcieri di Aethelwulf, i quali cominciano a scoccare frecce contro i merciani. Preso atto della decimazione delle sue forze, Burgred non ha altra scelta che arrendersi. Re Ecbert, in compagnia di Judith e Athelstan, mostra a Lagertha il bagno romano della sua villa con tutti i suoi affreschi; i quattro entrano nella vasca da bagno e la cosa turba notevolmente la principessa Judith, che considera il fatto come un peccato per un cristiano e decide di andarsene. Senza preoccuparsi di Judith e Athelstan, Lagertha e Ecbert iniziano a baciarsi e a consumare un rapporto sessuale. A Kattegat, Harbard sente il piccolo Ivar piangere dal dolore e riesce a calmarlo con la forza delle sue parole, lasciando le tre donne stupefatte. Dopo la battaglia in Mercia, Bjorn non si dà pace per le condizioni di Þorunn, la quale risulta gravemente ferita al volto. Ragnar accusa il figlio di essere un debole e di aver permesso alla ragazza di combattere nel suo stato interessante. A Kattegat, due bambini vengono trovati morti nelle reti di un pescatore e Siggy sospetta che l'incidente sia collegato con l'arrivo di Harbard. La donna si reca dall'Indovino, ma questi le risponde che gli dei non gli parlano e che non è in grado aiutarla. Nel frattempo, nella colonia vichinga del Wessex, la comunità si sta preparando per effettuare un sacrificio al dio Freyr in favore della semina; re Ecbert, incuriosito, decide di presenziare all'evento, ma il rito lo impressiona e lascia esterrefatti anche tutti i suoi nobili, i quali considerano il sacrificio pagano un sacrilegio.
- Guest star: Amy Bailey (Principessa Kwenthrith), Moe Dunford (Principe Aethelwulf), Maude Hirst (Helga), Gaia Weiss (Þorunn), Jefferson Hall (Torstein), Jennie Jacques (Principessa Judith), John Kavanagh (Indovino).
- Altri interpreti: Cathál Ó'Hallin (Hvitserk), Cormac Melia (Ubbe), Chris McHallem (Nobile sassone 1), Marty Maguire (Nobile sassone 2), Muiris Crowley (Nobile sassone 3), John Merriman (Arciere merciano 2), Aaron Monaghan (Burgred), Lochlann Ó Mearáin (Nobile merciano 1), Conor Ryan (Nobile merciano 2), Lalor Roddy (Pescatore), Amy Potter (Donna 1), Niamh Algar (Donna 2), Tony Owen (Donna anziana).
- Ascolti USA: telespettatori 2 409 000[4]

## Segnato
- Titolo originale: Scarred
- Diretto da: Jeff Woolnough
- Scritto da: Michael Hirst

### Trama
A Kattegat, Aslaug e Helga continuano ad essere affascinate da Harbard, mentre Siggy diventa sempre più sospettosa. Harbard invita Aslaug a seguirlo in una capanna: l'uomo le dice che lui percepisce la sua tristezza e poi i due hanno un rapporto sessuale. Dopo la vittoria in Mercia, l'esercito congiunto di sassoni e vichinghi parte per il Wessex. Il principe Aethelwulf, a tavola con Rollo e Floki, elogia la stima e l'amicizia che secondo lui ormai regnano tra i loro popoli. Tuttavia, Floki lo tratta freddamente, ancora convinto che la decisione di allearsi con i cristiani vada contro i loro interessi e il volere degli dèi. Athelstan ha un rapporto carnale con la principessa Judith, mentre Ecbert e Lagertha continuano a frequentarsi. A Hedeby, Kalf si prepara per il ritorno di Lagertha: il nuovo jarl informa Einar di aver suggellato una nuova alleanza che potrà proteggerli contro qualunque oppositore. A Kattegat, in assenza di Aslaug, Siggy va alla ricerca di Ubbe e Hvitserk, i quali sono scappati nella foresta. Vedendoli camminare sulla superficie ghiacciata di un lago, la donna inizia a chiamarli, ma i due continuano imperterriti ad avanzare e rompono il ghiaccio con il loro peso. Precipitati nell'acqua gelata, i bambini si salvano solo grazie al sacrificio di Siggy, la quale viene lasciata affogare dopo aver avuto una visione di sua figlia Thyri e aver affidato i bambini a Harbard. Nel Wessex, re Ecbert riceve calorosamente suo figlio Aethelwulf, la principessa Kwenthrith, suo fratello Burgred e Ragnar. Alla festa presenzia anche re Aelle di Northumbria. Ecbert cerca di convincere Athelstan e Lagertha a rimanere nel Wessex. Lagertha racconta a Ragnar dei progressi del loro nuovo insediamento. A Hedeby, Kalf accoglie con gioia il suo nuovo alleato, Erlendur, l'unico sopravvissuto tra i figli di re Horik, adesso sposato con Torvi, la vedova dello jarl Borg. La principessa Kwenthrith consola suo fratello Burgred, prima di avvelenarlo e di proclamarsi unica regina della Mercia. Dopo la morte di Siggy, Harbard lascia Kattegat.
- Guest star: Amy Bailey (Principessa Kwenthrith), Moe Dunford (Principe Aethelwulf), Maude Hirst (Helga), Jennie Jacques (Principessa Judith), Ivan Kaye (Re Aelle), Gaia Weiss (Þorunn).
- Altri interpreti: Cathál Ó'Hallin (Hvitserk), Cormac Melia (Ubbe), Aaron Monaghan (Burgred), Philip O'Sullivan (Vescovo Edmund), Steve Wall (Einar), Elinor Crawley (Thyri), Robert Fawsitt (Sassone ubriaco), Bryan Baker (Scandinavo ubriaco), Edvin Endre (Erlendur), Georgia Hirst (Torvi).
- Ascolti USA: telespettatori 2 625 000[5]

## L'usurpatore
- Titolo originale: The Usurper
- Diretto da: Helen Shaver
- Scritto da: Michael Hirst

### Trama
Durante il viaggio di ritorno verso Kattegat, Ragnar chiede ad Athelstan di parlargli ancora di Parigi e il monaco gli racconta delle sue mura altissime, della ricchezza delle sue case, delle sue chiese e soprattutto della bellezza delle sue donne. Il rapporto tra i due disgusta Floki, il quale è sempre più irritato dall'interesse di Ragnar per i cristiani. Sbarcati a Kattegat, i vichinghi si scambiano le brutte notizie: Lagertha dice alle due donne di Torstein che l'uomo ha raggiunto il Valhalla, mentre Aslaug informa Rollo della morte di Siggy. Rollo si ubriaca e finisce con litigare con alcuni uomini. Bjorn cerca di intervenire in suo favore e di allontanarlo dalla folla, ma poi finisce per azzuffarsi con lui. Nel frattempo, Helga racconta di Harbard a Floki, che si convince che le donne siano state visitate da Odino. Ragnar sospetta di Aslaug e, informato da Floki, costringe la regina a confessargli la sua infedeltà. Lagertha riceve la notizia del tradimento di Kalf e convince Ragnar ad aiutarla a recuperare il suo regno. Nel Wessex, la principessa Judith confessa a Aethelwulf di essere incinta, ma il principe le dice che la cosa è impossibile visto che non hanno avuto rapporti sessuali da molto tempo. L'espressione della donna fa capire ad Aethelwulf che la moglie lo ha tradito. Re Ecbert viene a sapere di alcuni disordini avvenuti nell'insediamento vichingo, dove alcuni contadini sassoni hanno assassinato dei vichinghi. Interessato a riportare l'ordine, il sovrano invia suo figlio e i suoi nobili nella regione. Ragnar annuncia l'intenzione di organizzare una nuova incursione a Parigi, notizia che sorprende Lagertha. Quest'ultima, infatti, esige che prima di partire per il regno dei Franchi, Ragnar la aiuti a recuperare le sue terre. I due si recano dunque a Hedeby, dove Ragnar chiede a Kalf di unirsi alla spedizione a Parigi. Kalf prende del tempo per considerare l'offerta e confessa a Lagertha di aver pianificato il suo tradimento dall'inizio e di essere attratto da lei. A Kattegat, Rollo va dall'Indovino per chiedere quale sia il senso della sua rabbia. L'Indovino gli dice che gli dei hanno in serbo per lui grandi piani. Nel Wessex, Aethelwulf attacca l'insediamento vichingo con i suoi uomini, facendo strage di tutti i suoi abitanti, compresi donne e bambini. L'attacco scatena la furia di re Ecbert, che accusa i nobili di aver disobbedito ai suoi ordini e, così facendo, di aver messo in serio pericolo i suoi rapporti con Ragnar. Ecbert li fa arrestare tutti e, rimasto solo con suo figlio, si rallegra con lui della buona riuscita del piano. L'attacco, infatti, gli ha dato la possibilità di liberarsi in una sola volta di tutti quei nobili contrari ai suoi piani politici.
- Guest star: Moe Dunford (Principe Aethelwulf), Maude Hirst (Helga), Gaia Weiss (Þorunn), Jennie Jacques (Principessa Judith), John Kavanagh (Indovino).
- Altri interpreti: Michael Hough (Guerriero 2), Jack Hickey (Guerriero 3), Ciarán McGlynn (Sassone 2), Marty Maguire (Nobile sassone 2), Muiris Crowley (Nobile sassone 3), Jill Harding (Ancella di Judith), Cathál Ó'Hallin (Hvitserk), Cormac Melia (Ubbe), Steve Wall (Einar).
- Ascolti USA: telespettatori 2 614 000[6]

## Rinato
- Titolo originale: Born Again
- Diretto da: Helen Shaver
- Scritto da: Michael Hirst

### Trama
Sulla spiaggia di Kattegat, Athelstan spiega a Ragnar la morfologia di Parigi, sottolineando la massiccia presenza di fortificazioni. Nel frattempo, Þorunn partorisce una bambina che Bjorn decide di chiamare Siggy. Floki accompagna un contadino di nome Stender al cospetto di Ragnar. L'uomo, proveniente dall'insediamento vichingo nel Wessex, informa il re dell'attacco di Aethelwulf e del tradimento di re Ecbert. Ragnar promette vendetta contro i sassoni, ma Floki è convinto che la causa di tutto sia Athelstan. Per evitare che il contadino parli con altre persone e che biasimi Athelstan per la situazione nel Wessex, Ragnar lo strangola. Athelstan riceve un'illuminazione divina, ovvero il segno che attendeva da tempo. Nel Wessex, la principessa Judith dà alla luce un bambino, ma viene subito arrestata e condannata per adulterio. Il vescovo Edmund espone i dettagli della pena secondo la legge canonica: alla donna dovranno essere rimosse orecchie e naso. Prima dell'esecuzione, re Ecbert chiede a Judith il nome del padre del bambino. La donna non risponde e il boia le taglia l'orecchio destro. A causa del dolore, la donna urla il nome di Athelstan. A questo punto, Ecbert ferma l'esecuzione e sfrutta il fatto che Athelstan sia un uomo di Dio per far credere a suo figlio e alla corte che si sia trattato di un miracolo e non di adulterio. Judith viene dunque assolta e Ecbert decide di battezzare il bambino con il nome di Alfred. Athelstan decide di rinnegare gli dei pagani e di ritornare tra le braccia del Signore. Osservato da Floki, l'uomo si immerge nelle acque del fiordo, si toglie il bracciale donatogli da Ragnar e lo lancia in acqua. Dopodiché, Athelstan va da Ragnar e lo informa della sua rinascita spirituale, aggiungendo che forse dovrebbe lasciare Kattegat. Ragnar si rifiuta di lasciarlo andare e gli dice che lui è sotto la sua protezione. Intanto, Floki informa Bjorn di voler tornare nelle sue terre in seguito al tradimento di Athelstan. L'uomo chiede che nel frattempo vengano tutti informati al riguardo. A Kattegat giunge una flotta guidata da Kalf per unirsi alla spedizione a Parigi. Insieme allo jarl di Hedeby vi sono lo jarl Siegfried, Erlendur e sua moglie Torvi. Durante il ricevimento, Þorunn libera Bjorn da ogni obbligo di fedeltà verso di lei, dicendogli che capirebbe se lui volesse giacere con altre donne. Entrando nella grande sala, Athelstan viene trattato freddamente. Rollo gli scopre il polso, mostrando a tutti l'assenza del bracciale. Arrivato Ragnar, Athelstan lo segue nelle stanze private, dove ad aspettarli vi è Sinric, un uomo che parla la lingua dei franchi e che spiega loro la via per trovare la foce della Senna e arrivare a Parigi. Nelle sue terre, Floki è intento a scolpire le teste decorate da montare sulla prua delle navi. Ad un tratto, l'uomo vede del sangue grondare da una scultura e lo interpreta come un segno divino. Floki decide di tornare a Kattegat ed Helga gli chiede spiegazioni: suo marito ha intenzione di uccidere qualcuno. Sulla spiaggia di Kattegat, Bjorn incontra Torvi e i due hanno un rapporto sessuale. Athelstan è intento a pregare nella sua casa, quando giunge Floki. Quest'ultimo lo colpisce con un'ascia, uccidendolo. Ragnar porta il corpo di Athelstan tra le montagne per seppellirlo. Terribilmente addolorato, il re dice addio all'amico e pone una croce di legno sul luogo della sepoltura. Sceso in un ruscello, Ragnar si rade la testa a zero, chiedendo perdono ad Athelstan per non averlo salvato e mettendosi il suo crocifisso al collo.
- Guest star: Moe Dunford (Principe Aethelwulf), Maude Hirst (Helga), Gaia Weiss (Þorunn), Jennie Jacques (Principessa Judith), Søren Pilmark (Stender).
- Altri interpreti: Cathál Ó'Hallin (Hvitserk), Cormac Melia (Ubbe), Jill Harding (Ancella di Judith), Eva Bartley (Levatrice), Jonathan Gunning (Sacerdote), Philip O'Sullivan (Vescovo Edmund), Greg Orvis (Siegfried), Edvin Endre (Erlendur), Georgia Hirst (Torvi), Frankie McCafferty (Sinric).
- Ascolti USA: telespettatori 2 429 000[7]

## Parigi
- Titolo originale: Paris
- Diretto da: Kelly Makin
- Scritto da: Michael Hirst

### Trama
La flotta vichinga risale la Senna, avvicinandosi a Parigi. La paura si sparge velocemente tra la popolazione e il conte Oddone consiglia all'imperatore Carlo di lasciare la città. Tuttavia, su consiglio di sua figlia Gisla, il sovrano si rifiuta di abbandonare i suoi sudditi. Mentre la maggior parte dei vichinghi si accampa, un gruppo di navi guidate da Rollo si avvicina alle mura per studiare meglio le difese. Nel Wessex, re Ecbert parla a suo figlio Aethelwulf della possibilità di invadere il regno di Northumbria e detronizzare re Aelle, il padre della principessa Judith. A corte giunge un uomo dal regno di Mercia, il quale comunica a Ecbert e Aethelwulf che la regina Kwenthrith sta uccidendo tutti i nobili che le si oppongono. Nell'accampamento vichingo, Ragnar affida il comando dell'attacco a Floki e, durante il consiglio con gli altri comandanti, Rollo suggerisce di attaccare simultaneamente sia dal fiume che da terra. Lagertha decide di guidare gli uomini a terra, mentre Rollo avrà il comando delle navi. Floki inizia subito a costruire le torri d'assedio necessarie per assaltare le mura. A Kattegat, Þorunn vive una profonda crisi d'identità e chiede a Aslaug di prendere la sua bambina. La regina si rifiuta, dicendole che sua figlia ha un gran bisogno di sua madre. Nel Wessex, re Ecbert invia Aethelwulf dalla regina Kwenthrith con l'ordine di porre fine al suo comportamento folle e di firmare il documento di sottomissione del regno di Mercia a quello del Wessex. Se non obbedirà, la Mercia verrà attaccata e Kwenthrith detronizzata. Intanto, Ragnar continua a soffrire per la morte di Athelstan. Il conte Oddone, re Carlo e la principessa Gisla discutono l'imminente attacco vichingo; la donna si mostra determinata a difendere Parigi fino alla fine. Rimasti soli, il conte e la principessa discutono la proposta di matrimonio di lui: Gisla cerca di evitare l'argomento, chiedendo a Oddone di concentrarsi sulla difesa della città. Mentre è al lavoro sulle torri d'assedio, Floki dice a Helga che gli dei stanno utilizzando le sue mani per costruire e, esaltato, le confessa di aver ucciso Athelstan. Helga rimane profondamente sconvolta e scappa. Aethelwulf giunge in Mercia e parla con la regina Kwenthrith, la quale cerca prima di sedurlo e poi lo minaccia apertamente mostrandogli Magnus, il neonato che secondo lei sarebbe figlio suo e di Ragnar. Il bambino le garantirebbe l'appoggio del re vichingo nel caso in cui la Mercia venisse attaccata. Aethelwulf la informa che a seguito della distruzione dell'insediamento vichingo, il regno del Wessex è già in guerra con Ragnar e i norreni e le intima di firmare il documento di sottomissione e a pagare le tasse e il tributo dovuti a re Ecbert. Quest'ultimo, nel frattempo, mostra a Judith un rotolo romano tradotto da Athelstan. Il re, dopo averle promesso che proteggerà lei e suo figlio, la bacia sulla bocca. A Parigi, i vichinghi sono pronti ad attaccare la città: le navi sono in posizione e le torri d'assedio già pronte sulle zattere.
- Guest star: Amy Bailey (Regina Kwenthrith), Moe Dunford (Principe Aethelwulf), Maude Hirst (Helga), Owen Roe (Conte Oddone), Gaia Weiss (Þorunn), Jennie Jacques (Principessa Judith), Morgane Polanski (Principessa Gisla).
- Altri interpreti: Frankie McCafferty (Sinric), Greg Orvis (Siegfried), Huw Parmenter (Roland), Laurence Foster (Arcivescovo francese), Aonghus Og McAnally (Messaggero), Brian Fortune (Nobile ferito), Edvin Endre (Erlendur), Georgia Hirst (Torvi), Philip O'Sullivan (Vescovo Edmund), Dave Curry (Comandante merciano).
- Ascolti USA: telespettatori 2 213 000[8]

## Alle porte!
- Titolo originale: To the Gates!
- Diretto da: Kelly Makin
- Scritto da: Michael Hirst

### Trama
Comincia l'assedio di Parigi: lo schieramento guidato da Lagertha si avvicina alla torre che protegge l'accesso al ponte coperto che porta in città, mentre Rollo e il suo gruppo raggiungono le mura esterne con le navi e le torri d'assedio costruite da Floki. Sotto una pioggia di dardi che mietono numerose vittime, i vichinghi cominciano a sbarcare e ad arrampicarsi sulle torri incitati da Floki, Rollo e Bjorn. Sul fronte di terra, Lagertha, Kalf, Erlendur e Siegfried fanno avvicinare un ariete protetto da una gabbia al grande portone. Riescono a sfondare e trovano la strada libera verso il ponte levatoio,    ma si rivela una trappola in cui rimangono bloccati sotto tiro da balestre e balliste. Kalf e Lagertha si salvano, mentre Erlendur viene ferito al volto. L'assalto alle mura è altrettanto compromesso: i franchi, ispirati dal vessillo di San Dionigi, riescono a tenere le mura salde. Le perdite tra i norreni sono ingentissime. Anche un ultimo disperato assalto guidato da Rollo, Bjorn e Ragnar fallisce, mentre i franchi continuano ad incendiare le torri d'assedio. Floki è disperato e crede di essere stato abbandonato dai suoi dei. I vichinghi si ritirano e l'imperatore Carlo  celebra la vittoria nella cattedrale. A Kattegat, Þorunn lascia la figlia Siggy alle cure di Aslaug, prima di lasciare il villaggio. Nell'accampamento norreno si piangono i caduti e si curano i numerosi feriti, tra i quali Bjorn. Floki non trova pace e viene abbandonato anche da Helga, ancora sconvolta per la confessione di suo marito riguardo l'assassinio di Athelstan. Kalf confessa a Lagertha di desiderarla, ma lei lo rifiuta dicendogli di non aver ancora perdonato l'usurpamento della sua contea, e che un giorno lo ucciderà; gli dice anche che se pensa di poter accettare questo compromesso, fino a quel giorno potranno stare insieme e godere di reciproci piaceri e Kalf la bacia. Ragnar si allontana tra gli alberi e, parlando con Athelstan, confessa di aver affidato il comando a Floki solo per vederlo fallire e dubitare degli dei.
- Guest star: Maude Hirst (Helga), Morgane Polanski (Principessa Gisla), Owen Roe (Conte Oddone), Gaia Weiss (Þorunn).
- Altri interpreti: Georgia Hirst (Torvi), Edvin Endre (Erlendur), Greg Orvis (Siegfried), Huw Parmenter (Roland), Mark Huberman (Louis), Michael Hough (Guerriero spaventato), Sean Duggan (Monaco), Laurence Foster (Arcivescovo francese), Lauterio Zamparelli (Ufficiale), Karen Hassan (Therese).
- Ascolti USA: telespettatori 2 568 000[9]

## Punto di rottura
- Titolo originale: Breaking Point
- Diretto da: Ken Girotti
- Scritto da: Michael Hirst

### Trama
La caduta dalle mura di Parigi sembra aver causato a Ragnar danni interni estremamente seri: il re presenta del sangue nell'urina e appare sempre più sofferente e dolorante. In uno spasmo di dolore, Ragnar ha un'allucinazione di Athelstan, al quale chiede di non abbandonarlo. Successivamente, il re vede se stesso ranicchiato in una pozza di sangue, tormentato da una figura terrificante e gli dei Odino e Cristo. Lagertha e le sue fanciulle dello scudo raggiungono il ponte coperto a nuoto, si arrampicano sui tronchi ed entrano sul ponte, uccidendo le guardie e aprendo il portone dall'interno. I vichinghi si gettano all'attacco della porta principale della città, ma i franchi respingono l'assalto facendo scorrere sul ponte un enorme cilindro costituito da rostri di ferro. L'arma travolge diversi uomini e costringe i vichinghi a ritirarsi, ma alla fine della sua corsa, approfittando del tempo di recupero, Rollo riesce a puntellarlo al ponte, impedendo il recupero e permettendo ai norreni di avanzare. Superato il ponte levatoio, lo scontro tra i due eserciti si fa cruento. I franchi, con il supporto di rinforzi, costringono i norreni a ritirarsi e a lasciare diversi compagni, tra i quali vi sono lo jarl Siegfried e Sinric. Questi ultimi vengono portati al cospetto dell'imperatore: Sinric dice di non appartenere a nessuna fazione e di essere solamente un interprete e per questo motivo il conte Oddone decide di non giustiziarlo; Siegfried, invece, viene decapitato. A Kattegat, un missionario cristiano di nome Ansgar viene catturato e portato al cospetto della regina Aslaug, la quale, davanti alla determinata fede del missionario, decide di sottoporlo alla prova di Dio. Essa consiste nell'afferrare con le mani una billetta di ferro rovente e, senza avvertire dolore, portarla fino ai piedi della regina. Il missionario fallisce e viene giustiziato. Nel Wessex, re Ecbert ribadisce a Judith che lei e il piccolo Alfred godono della sua protezione senza condizioni. Tuttavia, il re chiede che la principessa diventi la sua amante come segno di gratitudine. A tavola, Aethelwulf informa Ecbert dei successi conseguiti nel regno di Mercia e dice di considerare la nascita di Alfred una benedizione di Dio. Il principe espone al re anche il suo sospetto che sia stato inviato in Mercia per essere ucciso, ma Ecbert si mostra sorpreso e addolorato da tale affermazione e assicura Aethelwulf che non tramerebbe mai contro il suo unico e amato figlio. A Parigi, malgrado le vittorie conseguite sui vichinghi, la situazione è peggiorata, anche a causa di un'epidemia scoppiata tra la popolazione della città. Oddone è consapevole che la città non possa resistere ad un altro assedio e convince l'imperatore Carlo a scendere a patti con i pagani. Roland viene inviato nell'accampamento nemico come emissario, con la proposta di un incontro per discutere un accordo che favorirebbe entrambe le fazioni. Ragnar accetta, scatenando le proteste di molti dei suoi uomini, ancora convinti di poter conquistare la città con le armi. Le lamentele fanno infuriare Ragnar, che ribadisce la sua posizione di re e il suo diritto di avere l'ultima parola su tutte le decisioni. Il giorno seguente, Ragnar e Sinric (tornato al campo con Roland il giorno prima) incontrano Carlo e il conte Oddone, i quali offrono 5760 libbre d'oro chiedendo in cambio che i norreni lascino Parigi. Ragnar, non del tutto soddisfatto dell'offerta, e sicuro che presto sarebbe morto per la malattia, chiede di essere battezzato in modo da potersi ricongiungere in paradiso con Athelstan. Perplessi e sorpresi, i franchi acconsentono e l'arcivescovo di Parigi battezza Ragnar nelle acque della Senna poco distanti. Accortisi dell'assenza di Ragnar, Rollo, Lagertha, Kalf, Bjorn e Floki si rendono conto che l'incontro sia già in corso e giungono in tempo per assistere esterrefatti al rito cristiano.
- Guest star: Moe Dunford (Principe Aethelwulf), Maude Hirst (Helga), Owen Roe (Conte Oddone), Jennie Jacques (Principessa Judith), Morgane Polanski (Principessa Gisla).
- Altri interpreti: Mark Huberman (Louis), Anthony Kinahan (Sentinella), Rex Ryan (Soldato), Colm O'Brien (Sentinella della torre), Frankie McCafferty (Sinric), Greg Orvis (Siegfried), Huw Parmenter (Roland), Eddie Drew (Odino), Carl Shaaban (Gesù), Tommaso Di Vincenzo (Creatura terrificante), Joe Doyle (Uomo vichingo anziano 1), Brian McGuinness (Uomo vichingo anziano 2), James Murphy (Ansgar), Karen Hassan (Therese), Edvin Endre (Erlendur), Ciarán O'Grady (Uomo vichingo), Laurence Foster (Arcivescovo francese).
- Ascolti USA: telespettatori 1 691 000[10]

## I Morti
- Titolo originale: The Dead
- Diretto da: Ken Girotti
- Scritto da: Michael Hirst

### Trama
L'emissario franco Roland giunge all'accampamento vichingo per consegnare ai norreni l'oro previsto dall'accordo e per esortarli ad andarsene. Tuttavia, i vichinghi rimangono ancora un mese e il conte Oddone si reca personalmente all'accampamento per esigere che i norreni rispettino i patti. Bjorn accoglie il conte e gli spiega che non sono ancora salpati perché re Ragnar è troppo debole per viaggiare. Il giovane guerriero spiega che Ragnar, sentendo la fine vicina, desidera essere seppellito con il rito cristiano una volta sopraggiunta la morte. Se ciò non verrà concesso, i suoi uomini rimarranno nella terra dei franchi. Oddone acconsente e promette che, una volta morto, il corpo di Ragnar possa essere condotto nella cattedrale e ricevere una sepoltura cristiana. Poco dopo Ragnar muore e viene posto nella bara fatta costruire da Floki. Tutti dicono addio al loro re: Floki confessa di aver ucciso Athelstan, Lagertha dice che una volta raggiunto il Valhalla lei e Ragnar potranno amarsi nuovamente e Rollo dice di aver sempre vissuto alla sua ombra e che è ormai giunto il momento di guadagnarsi la propria gloria. La bara viene poi condotta in processione fino all'interno della cattedrale e viene lasciata dai vichinghi al cospetto dell'imperatore Carlo e della principessa Gisla. L'arcivescovo inizia a celebrare il funerale, ma all'improvviso la bara si apre e Ragnar balza in piedi, causando il panico tra tutti i presenti. Mentre i sei vichinghi che hanno trasportato la bara si armano con le spade nascoste proprio all'interno di essa, Ragnar uccide l'arcivescovo, minaccia l'imperatore stesso con un coltello ed anche la principessa Gisla. I suoi uomini riescono a raggiungere incolumi il ponte coperto. Qui, dopo aver aperto il portone, Ragnar libera Gisla permettendole di tornare al sicuro, mentre i norreni cominciano a penetrare nella città e a saccheggiarla. Nell'accampamento vichingo la gioia per aver preso la città si mischia all'irritazione di alcuni, soprattutto di Lagertha, nei confronti di Ragnar, il quale ha avuto come unico complice nel piano suo figlio Bjorn. La maggior parte dei vichinghi lascia Parigi, mentre una piccola parte dell'esercito di Ragnar, comandata da Rollo, resta a controllare l'accampamento. A palazzo, l'imperatore Carlo espone a sua figlia Gisla la sua intenzione di allearsi con i pagani, offrendo loro delle terre in cambio della loro protezione contro eventuali nuove incursioni da parte di altri vichinghi. Il re vuole offrire sua figlia in nozze al loro leader, ma lei rifiuta. Rollo viene ricevuto a corte e il re dei franchi gli propone l'accordo: il guerriero vichingo potrà diventare duca, ottenere delle terre nel nord del regno e sposare la principessa Gisla; in cambio egli si dovrà impegnare a difendere Parigi dal ritorno di Ragnar e dei suoi vichinghi. Gisla accoglie il norreno con parole dure e rabbiose e dichiara tutto il suo disprezzo nei suoi confronti. Rollo rimane impassibile e sorprende la principessa salutandola in francese. Nel frattempo, Ragnar e i suoi uomini sono in viaggio verso casa. Il re chiede a Floki di avvicinarsi e lo accusa di aver ucciso Athelstan.
- Guest star: Maude Hirst (Helga), Owen Roe (Conte Oddone), John Kavanagh (Indovino), Morgane Polanski (Principessa Gisla).
- Altri interpreti: Huw Parmenter (Roland), Edvin Endre (Erlendur), Frankie McCafferty (Sinric), Laurence Foster (Arcivescovo francese), Karen Hassan (Therese).
- Ascolti USA: telespettatori 2 728 000[11]